# Edgar Adrian
Edgar Douglas Adrian, 1:e baron Adrian, född 30 november 1889 i Hampstead i London, död 4 augusti 1977 i Cambridge, var en brittisk neurofysiolog och nobelpristagare.

## Biografi
Adrian fick sin utbildning och var senare verksam vid universitetet i Cambridge, som professor, som master vid Trinity College och en tid som universitetets kansler.
I sin forskning kunde Adrian, vid studier av nervledningen, som mått på impulserna använda nervernas ytterst svaga aktionsströmmar, förstärkta på samma sätt som i tidens radioteknik. Med denna metod gjorde han nya områden inom neurofysiologin tillgängliga för forskning och nådde resultat av största betydelse för  uppfattningen om grunden för sinnesförnimmelser och nervledningens finare mekanism.

## Utmärkelser
År 1932 tilldelades han Nobelpriset i fysiologi eller medicin tillsammans med Charles Scott Sherrington för pionjärarbeten rörande nervernas och nervsystemets funktioner.
Adrian invaldes 1952 som utländsk ledamot av Kungliga Vetenskapsakademien.